# Goniobranchus tinctorius
Goniobranchus tinctorius (Rüppell & Leuckart, 1830) è un mollusco nudibranchio della famiglia Chromodorididae.

## Descrizione
Corpo marrone-rosso, caratterizzato dalla presenza di piccoli protuberanze biancastre su tutta l'estensione, più frequenti verso il bordo. Bordo del mantello bianco. Fino a 6 centimetri.

## Distribuzione e habitat
Africa orientale, Indonesia e Filippine.